# Phạm Thị Thanh Thủy
Phạm Thị Thanh Thủy (sinh ngày 22 tháng 10 năm 1974) là nữ Đại biểu Quốc hội Việt Nam khóa 14 nhiệm kì 2016-2021, thuộc đoàn đại biểu quốc hội tỉnh Thanh Hóa, Ủy viên Ban Thường vụ Tỉnh ủy, Trưởng Ban Dân vận Tỉnh ủy, Chủ tịch Ủy ban Mặt trận Tổ quốc tỉnh Thanh Hóa, Ủy viên Ủy ban Tư pháp của Quốc hội. 

## Xuất thân
Phạm Thị Thanh Thủy sinh ngày 22 tháng 10 năm 1974 quê quán ở xã An Lễ, huyện Quỳnh Phụ, tỉnh Thái Bình.
Bà hiện cư trú ở Số nhà 267, Tống Duy Tân, phường Ba Đình, thành phố Thanh Hóa, tỉnh Thanh Hóa.

## Giáo dục
- Giáo dục phổ thông: 12/12
- Đại học Luật
- Thạc sĩ Lý luận và Lịch sử nhà nước và pháp luật[2]
- Tiếng Anh, trình độ B[2]

## Sự nghiệp
Từ tháng 10 năm 1994 đến tháng 9 năm 2002, bà là Cán bộ đội thi hành án huyện Tĩnh Gia, Phó Bí thư Chi đoàn cơ quan Ủy ban nhân dân huyện Tĩnh Gia, Ủy viên Ban Chấp hành Công đoàn cơ quan Ủy ban nhân dân huyện Tĩnh Gia, tỉnh Thanh Hóa.
Ngày 14 tháng 1 năm 1995, bà gia nhập Đảng Cộng sản Việt Nam.
Từ tháng 10 năm 2002 đến tháng 4 năm 2006, bà là Chuyên viên Ban tổ chức Hội Liên hiệp Phụ nữ tỉnh Thanh Hóa, Ủy viên Ban Chấp hành Đảng bộ, Bí thư Chi đoàn cơ quan Hội Liên hiệp Phụ nữ tỉnh Thanh Hóa.
Từ tháng 5 năm 2006 đến tháng 12 năm 2006, bà là Phó Chánh Văn phòng, Ủy viên Ban Chấp hành Đảng bộ cơ quan Hội Liên hiệp Phụ nữ tỉnh Thanh Hóa.
Từ tháng 1 năm 2007 đến tháng 5 năm 2010, bà là Ủy viên Ban Thường vụ Hội Liên hiệp Phụ nữ tỉnh Thanh Hóa, Chánh Văn phòng, Ủy viên Ban Chấp hành Đảng bộ, Bí thư chi bộ Văn phòng cơ quan Hội Liên hiệp Phụ nữ tỉnh Thanh Hóa.
Từ tháng 6 năm 2010 đến tháng 8 năm 2011, bà là Ủy viên Ban Thường vụ Hội Liên hiệp Phụ nữ tỉnh Thanh Hóa, Chánh Văn phòng, Phó Bí thư Đảng bộ, Chủ nhiệm Ủy ban kiểm tra Đảng ủy, Bí thư chi bộ Văn phòng cơ quan Hội Liên hiệp Phụ nữ tỉnh Thanh Hóa.
Từ tháng 9 năm 2011 đến tháng 10 năm 2012, bà là Phó Chủ tịch Hội Liên hiệp Phụ nữ tỉnh Thanh Hóa, Ủy viên Đảng đoàn, Phó Bí thư Đảng bộ, Chủ nhiệm Ủy ban kiểm tra Đảng ủy, Bí thư chi bộ Văn phòng cơ quan Hội Liên hiệp Phụ nữ tỉnh Thanh Hóa.
Từ tháng 11 năm 2012 đến tháng 4 năm 2013, bà là Phó Chủ tịch Thường trực Hội Liên hiệp Phụ nữ tỉnh Thanh Hóa, Ủy viên Đảng đoàn, Phó Bí thư Đảng bộ, Chủ nhiệm Ủy ban kiểm tra Đảng ủy, Bí thư chi bộ Văn phòng cơ quan Hội Liên hiệp Phụ nữ tỉnh Thanh Hóa.
Từ tháng 5 năm 2013 đến tháng 9 năm 2015, bà là Phó Chủ tịch Thường trực kiêm Giám đốc Trung tâm dạy nghề Hội Liên hiệp Phụ nữ tỉnh Thanh Hóa, Ủy viên Đảng đoàn, Phó Bí thư Đảng bộ, Chủ nhiệm Ủy ban kiểm tra, Bí thư chi bộ Văn phòng cơ quan Hội Liên hiệp Phụ nữ tỉnh Thanh Hóa.
Từ tháng 10 năm 2015 đến 22 tháng 5 năm 2016, bà là Tỉnh ủy viên, Phó Chủ tịch Thường trực kiêm Giám đốc Trung tâm dạy nghề Hội Liên hiệp Phụ nữ tỉnh Thanh Hóa, Ủy viên Đảng đoàn, Phó Bí thư Đảng bộ, Chủ nhiệm Ủy ban kiểm tra, Bí thư chi bộ Văn phòng cơ quan Hội Liên hiệp Phụ nữ tỉnh Thanh Hóa.
Khi ứng cử đại biểu Quốc hội Việt Nam khóa 14 vào tháng 5 năm 2016 bà đang là Tỉnh ủy viên, Ủy viên Đảng đoàn, Phó Bí thư Đảng ủy, Bí thư Chi bộ Văn phòng cơ quan, Phó Chủ tịch thường trực Hội liên hiệp phụ nữ tỉnh Thanh Hóa kiêm Giám đốc Trung tâm dạy nghề phụ nữ tỉnh Thanh Hóa, làm việc ở Hội Liên hiệp Phụ nữ tỉnh Thanh Hóa.
Sáng ngày 19/07/2019, UBMTTQ Việt Nam tỉnh Thanh Hóa đã khai mạc Đại hội đại biểu MTTQ Việt Nam tỉnh lần thứ XIV, nhiệm kỳ 2019 – 2024. 
Bà Phạm Thị Thanh Thủy, Tỉnh ủy viên, Chủ tịch Hội Liên hiệp Phụ nữ tỉnh, được tín nhiệm cử giữ chức Chủ tịch Ủy ban MTTQ tỉnh Thanh Hóa, nhiệm kỳ 2019-2024.
Ngày 04 tháng 12 năm 2019, tại hội nghị lần thứ 21, Ban Chấp hành (BCH) Đảng bộ tỉnh khóa XVIII, nhiệm kỳ 2015-2020, Đảng bộ tỉnh tỉnh Thanh Hóa đã công bố Quyết định của Ban Bí thư Trung ương Đảng chỉ định bà Phạm Thị Thanh Thủy vào Ban Thường vụ Tỉnh ủy Thanh Hóa.
Ngày 06 tháng 3 năm 2020, Tỉnh ủy Thanh Hóa tổ chức Lễ công bố, trao quyết định của Ban Thường vụ Tỉnh ủy phân công đồng chí Phạm Thị Thanh Thủy, Ủy viên Ban Thường vụ Tỉnh ủy, Chủ tịch Ủy ban MTTQ tỉnh, giữ chức vụ Trưởng Ban Dân vận Tỉnh ủy đồng thời là Chủ tịch Ủy ban MTTQ tỉnh
Bà hiện là Ủy viên Ban Thường vụ Tỉnh ủy, Trưởng Ban Dân vận Tỉnh ủy, Chủ tịch Ủy ban Mặt trận Tổ quốc tỉnh Thanh Hóa, Ủy viên Ủy ban Tư pháp của Quốc hội.
Bà đang làm việc ở Ủy ban Mặt trận Tổ quốc tỉnh Thanh Hóa.

## Đại biểu Quốc hội Việt Nam khóa 14 nhiệm kì 2016-2021
Ngày 22 tháng 5 năm 2016, Bà đã trúng cử đại biểu quốc hội ở đơn vị bầu cử số 3, tỉnh Thanh Hóa (gồm các huyện Quảng Xương, Nông Cống, Như Xuân, Như Thanh, Tĩnh Gia) với tỉ lệ 73,72% số phiếu hợp lệ.

### Phản đối dự luật yêu cầu Facebook, Youtube đặt văn phòng tại Việt Nam
Sáng ngày 29 tháng 5 năm 2018, khi thảo luận về dự thảo Luật An ninh mạng tại nghị trường Quốc hội Việt Nam, Phạm Thị Thanh Thủy phản đối việc dự thảo luật yêu cầu các công ty nước ngoài khi cung cấp dịch vụ trên mạng phải đặt văn phòng tại Việt Nam. Bà cho rằng điều này không phù hợp thực tiễn, tăng chi phí doanh nghiệp và hạn chế quyền tiếp cận thông tin của người dân.

## Phong tặng
- Bằng khen của Website Đảng Cộng sản Việt Nam năm 2005[2]
- Băng khen của Ban Chấp hành Trung ương Đoàn Thanh niên Cộng sản Hồ Chí Minh năm 2006[2]
- Bằng khen của Hội Liên hiệp Phụ nữ Việt Nam năm 2011[2]
- Bằng khen của Chủ tịch Ủy ban nhân dân tỉnh Thanh Hoánăm 2010 và năm 2015[2]
- Kỷ niệm chương “Vì sự phát triển của phụ nữ Việt Nam”[2]
- Kỷ niệm chương “Vì thế hệ trẻ”[2]
- Kỷ niệm chương “Vì sự nghiệp kiểm tra của Đảng”.[2]